# De Kleine Zusters van Eluria
De Kleine Zusters van Eluria (originele titel The Little Sisters of Eluria) is een novelle van de Amerikaanse schrijver Stephen King. Het verhaal is een aanvulling op Kings De Donkere Toren-serie.

## Publicatie
De kleine zusters van Eluria werd oorspronkelijk gepubliceerd in 1998 in de verhalenbundel Legends.
In 2002 werd het verhaal opnieuw gepubliceerd in de verhalenbundel Alles is Eventueel (“Everything’s Eventual”). 
In 2009 werd het verhaal als proloog opgenomen in een herziene versie van het boek De Donkere Toren I: De Scherpschutter, welke in een 2 beperkte oplages van respectievelijk 4000 exemplaren (Artist Edition) en 1250 exemplaren (Deluxe Edition) werd uitgebracht door Grant. De Deluxe Edition was gesigneerd door illustrator Michael Whelan en King zelf. 

## Plot
Het verhaal speelt zich af voor De Scherpschutter. Roland Deschain is nog maar net begonnen met zijn jacht op de man in het zwart en zijn zoektocht naar de donkere toren. Hij arriveert in het woestijndorpje Eluria, alwaar zijn paard bezwijkt aan ziekte. Het dorp lijkt aanvankelijk geheel verlaten met uitzondering van van een hond met een kruisvormig teken in zijn vacht. 
Roland vindt een half vergaan lijk van een jongeman in een drinkbak, met om zijn nek een gouden medaillon. Roland neemt dit mee in de hoop het aan familie of kennissen van de jongen te kunnen geven. Dan blijkt dat het dorp toch bewoond wordt door een stam trage mutanten. Roland beseft het gevaar te laat en wordt door de mutanten overmeesterd en bewusteloos geslagen.
Als hij bijkomt, ligt hij in een grote, witte tent die als veldhospitaal is ingericht. Met hem zijn er nog 2 andere patiënten; een jongeman genaamd John Norman en een oudere man die de hele tijd buiten bewustzijn blijft. Het veldhospitaal wordt gerund door zes zusters genaamd de Kleine Zusters van Eluria. Ze hebben hem volgens eigen zeggen gered van de mutanten en naar hun ziekenhuis gebracht om te genezen.  De zusters maken gebruik van een vreemd soort zingende insecten, die zij “de dokters” noemen, om hun slachtoffers te genezen. 
Als Roland in gesprek raakt met Norman, ontdekt hij dat Norman de broer is van de jongeman van wie Roland het medaillon nu bij zich heeft. De 2 broers en de oude man maakten deel uit van een karavaan die in Eluria door de trage mutanten werd overmeesterd. Alle overlevenden belandden nadien in het ziekenhuis van de zusters, maar verdwenen een voor een zonder enige verklaring. Alleen Norman en de oude man zijn nog over, en hij vermoedt dat zijn medaillon daar iets mee te maken heeft. Die nacht ontdekt Roland de waarheid over de zusters; ze zijn in werkelijkheid vampieren, die zich tegoed doen aan het bloed van hun patiënten zodra deze genoeg genezen zijn. Roland ziet hoe de oude man door de groep wordt leeggezogen. Zonder zijn revolvers kan hij echter niet veel beginnen, en bovendien houden de zusters hun patiënten aan hun bed gekluisterd door ze te drogeren via de dagelijkse maaltijden.
Redding komt voor Roland dankzij een van de zusters, Jenna, die duidelijk met tegenzin lid is van de zustergemeenschap en hen graag wil verlaten. Ze bevestigd Normans vermoeden, dat de medaillons de zusters ervan weerhouden hen te doden, en geeft Roland in het geheim een geneeskrachtig kruid waarmee hij ondanks de dagelijkse drogering langzaam zijn kracht herwint. Op een avond sturen de zusters een van de trage mutanten, Ralph, de ziekenzaal in om de medaillons van Roland en Norman af te pakken. Ralph beseft echter dat de zusters hem nadien ook zullen doden. Hij ontneemt Norman zijn medaillon, maar snijdt direct daarna diens keel door. De zusters worden afgeleid door het verse bloed en Ralph weet te ontsnappen. De volgende nacht wagen Roland en Jenna een ontsnapping. Jenna smokkelt Rolands kleren en wapens de ziekenzaal in. Zuster Coquina probeert hen te stoppen, maar Jenna beveelt de insecten om haar te doden. Buiten de tent confronteert de leider van de zusters, Mary, hen, maar wordt aangevallen en gedood door de hond met het kruisteken. 
Roland en Jenna ontvluchten Eluria en verklaren elkaar de liefde,  maar omdat ze de zusters heeft verlaten valt Jenna’s lichaam die nacht uiteen in een groep van de insecten. De volgende ochtend zet Roland alleen zijn zoektocht naar de toren voort.

## Connecties met andere werken van King
In Wolven van de Calla (2003) zegt Roland dat hij na Susan Delgado slechts van 1 andere vrouw gehouden heeft, hiermee refererend aan Jenna.
In De Donkere Toren VI: Een Lied van Susannah (2004) en De Donkere Toren VII: De Donkere Toren (2004) maken de doktor-insecten opnieuw hun opwachting. Ze bevinden zich in het restaurant Dixie Pig, wat een uitvalsbasis is van vampieren en handlangers van de scharlaken koning. In De Donkere Toren blijkt dat Brabbeldassen de natuurlijke vijanden van de insecten zijn. 
In de roman Zwart Huis (2001) wordt gesproken over de "Kleine zusters".